# Stazione di Bianzone
La stazione di Bianzone è una fermata ferroviaria posta sulla linea Tirano-Lecco, a servizio dell'omonimo comune.

## Storia
La stazione di Bianzone venne attivata all'apertura della linea, nel 1902
Nel 1974, all'atto del passaggio della linea allo Stato la stazione, fu privata degli impianti di sicurezza e segnalamento e trasformata in fermata, con gli scambi bloccati in attesa della loro definitiva eliminazione.
Nel 2012 l'area della stazione ha subito un intervento di riqualificazione con la costruzione di un sottopassaggio per l'attraversamento della Strada Statale 38

## Strutture e impianti
La stazione è formata dal tipico casolare delle ferrovie dello stato con, al suo interno la sala d'attesa e il monitor arrivi e partenze.
La stazione ha una banchina, servita da 1 binario

## Movimento
La stazione è servita da treni regionali della linea R12 Sondrio-Stazione di Tirano (RFI) svolti da Trenord nell'ambito del contratto di servizio stipulato con la Regione Lombardia.

## Servizi
La stazione dispone di:
- Sala d'attesa con monitor di arrivo e partenza dei treni
- Annuncio sonoro per l'arrivo, la partenza e per le informazioni sulla linea
- Parcheggio di auto, moto e biciclette
- Fermata autobus extraurbani